# Gåvsta
Gåvsta – miejscowość (tätort) w Szwecji, w regionie administracyjnym (län) Uppsala, w gminie Uppsala.
Według danych Szwedzkiego Urzędu Statystycznego liczba ludności wyniosła: 539 (31 grudnia 2015), 557 (31 grudnia 2018) i 552 (31 grudnia 2019).